# Козаченко, Пётр Константинович
Пётр Константи́нович Козаче́нко (1914—1945) — лётчик-ас, майор Рабоче-крестьянской Красной Армии, участник Великой Отечественной войны, Герой Советского Союза (1943).

## Биография
Пётр Козаченко родился 14 июня 1914 года в городе Коростень (ныне — Житомирская область Украины). После окончания в 1930 году семи классов школы работал машинистом на пассажирских поездах. В 1934 году Козаченко был призван на службу в Рабоче-крестьянскую Красную Армию. В 1936 году он окончил Одесскую военную авиационную школу лётчиков. Участвовал в японо-китайской войне с ноября 1938 по май 1939 года. За это время сбил лично и в группе 11 японских самолётов. Был представлен к званию Героя Советского Союза, но тогда оно ему не было присвоено.
Воевал и на советско-финской войне в составе 25-го истребительного авиаполка. Сбил 1 финский самолёт лично и 4 в группе.
С июня 1941 года — на фронтах Великой Отечественной войны. Принимал участие в боях на Юго-Западном, Закавказском, 1-м Белорусском и 1-м Прибалтийском фронтах, был ранен.
К февралю 1942 года майор Пётр Козаченко командовал 249-м истребительным авиаполком 217-й истребительной авиадивизии 4-й воздушной армии Северо-Кавказского фронта. Отличился во время битвы за Кавказ. 1 февраля 1942 года шестёрка истребителей «ЛаГГ-3», ведомая Козаченко, сбила пять вражеских самолётов. Через некоторое время семёрка истребителей, ведомая Козаченко, сбила ещё восемь самолётов противника. Во время штурмовки аэродрома в Минеральных Водах Козаченко лично уничтожил немецкий истребитель. В одном из последующих боёв Козаченко получил тяжёлые ранения в руку и живот, но сумел довести подбитый самолёт до аэродрома.
Указом Президиума Верховного Совета СССР от 1 мая 1943 года за «мужество и героизм, проявленные в воздушных боях с немецкими захватчиками» майор Пётр Козаченко был удостоен высокого звания Героя Советского Союза с вручением ордена Ленина и медали «Золотая Звезда» за номером 999.
В дальнейшем Козаченко участвовал в боях за освобождение Белорусской ССР, Польши, боях в Восточной Пруссии. В одном из воздушных боёв Козаченко сбил самолёт, который пилотировал полный кавалер Железного креста полковник фон Беренброк.
День 18 марта 1945 года был пасмурным. Где-то за многослойными облаками кипел воздушный бой. В эфире – тысячи звуков, команд, предупреждений, радостных победных поздравлений, криков отчаяния. Лётчики бомбардировщика «Пе-2», пролетавшего мимо Данцига (ныне польский город Гданьск), уловили в этом шуме хрипловатый и, как всегда, спокойный голос П.К.Козаченко: «Внимание, соколы! Всем, всем! Я подбит, иду на таран!». Его самолёт был повреждён зенитным огнём и загорелся. Видя, что пламя сбить не удастся, подполковник П. К. Козаченко направил свою машину на артиллерийскую батарею врага. Это были последние слова отважного лётчика. Они навсегда остались в памяти и сердцах тех, кто их слышал, кто знал П.К.Козаченко. Похоронен в районе г .Гданьска Польша ).
К моменту гибели совершил 369 боевых вылетов на фронтах Великой Отечественной войны, провёл около 45 воздушных боёв, сбил лично 11 самолётов противника.
Был также награждён тремя орденами Красного Знамени, орденами Александра Невского и Отечественной войны 1-й степени.
В честь Козаченко названа улица в Коростене.